# Vicente Ramón Roca
Vicente Ramón Roca Rodríguez (Guayaquil, 2 de setembro de 1792 – Guayaquil, 23 de fevereiro de 1858) foi um político equatoriano. Sob filiação do Partido Liberal, ocupou o cargo de presidente de seu país entre 8 de dezembro de 1845 e 15 de outubro de 1849.

## Biografia
Guayaquil, nascido em 2 de setembro de 1792, filho do comandante Bernardo Roca e Ignacia Rodríguez, foi educado em casa. Não se sabe se ele cruzou o ensino médio, não há registros acadêmicos de que ele tenha estudado em nenhuma universidade. Ele era um comerciante, atividade com a qual se sabe que viajou para a Jamaica. Ele apoiou monetariamente e pessoalmente a "Revolução de Nove de Outubro", na qual pela primeira vez o povo de Guayaquil se pronunciou livremente e jurou os fundamentos de sua liberdade política", escreveu Olmedo. Publicamente, Simón Bolívar deu-lhe sua amizade e a Grande Colômbia o reconheceu por seus longos serviços como administrador das Receitas Municipais de Guayaquil. Roca foi um dos líderes da Revolução de Março de 1845 contra a presidência de Juan José Flores. Com esta revolução começou um período nacionalista que durou até a crise de 1858 a 1860. Este período histórico é conhecido como Marcista porque começou naquele mês de março. Seu espírito era o do Equador para os equatorianos. Terminou em crise, com uma nação dividida em quatro setores. Dois civis governaram neste período, um ex-oficial militar civil e dois soldados crioulos. De 1830 a 1845, o general Flores manteve a unidade nacional graças à sua mediação entre os interesses econômicos opostos da Costa e da Serra. No entanto, durante esse processo, Flores identificou a nação com sua pessoa. O equilíbrio do poder político havia pendido para as montanhas, agora era a vez da costa. Entre 1845 e 1860, o grande mediador dos dois interesses foi o general José María Urbina, quarto presidente neste período marcista. A unidade nacional era extrínseca: estava incorporada em homens fortes, não na consciência de identidade com um país maior ou no sentimento de pertencimento a uma comunidade supraparoquial. As classes subalternas não estavam em condições de formular um projeto nacional próprio. Para sobreviver, eles tiveram que se tornar clientes de um dos empregadores em conflito. Esse período marxista, no entanto, significou uma abertura para princípios democráticos mais amplos, independência do militarismo estrangeiro, maior atenção aos negros e índios pelo Estado e uma tentativa tímida de torná-lo mais independente do poder dos senhores da terra e do comércio. A tentativa provocou, no entanto, a mais séria crise nacional da história da república até então. Roca estava na Assembleia Constituinte de Riobamba e foi membro da comissão de redação da primeira Constituição. Ele serviu Guayaquil como chefe de polícia e a República como representante e senador em quatro mandatos. Ele governou a província de Guayas em 1836. Ele co-liderou a revolução de março de 1845 porque rejeitou os abusos de Flores e porque não cumpriu sua promessa de levá-lo à vice-presidência em seu segundo governo. Roca provou sua própria amargura: fez inimigos quando estava em Rentas. Ele foi acusado por Francisco Tamaríz, ministro da Fazenda de Rocafuerte, de negócios que Roca distorceu na imprensa. Ele deixou a presidência empobrecido. Seu partido roquista foi derrotado e ele foi exilado no Peru em 1851. Quando voltou a Guayaquil, levou uma vida insegura e estreita atrás de uma mesa de balconista na casa comercial de seu primo Agustín Roca. Ele morreu em Guayaquil aos 66 anos.

## Governo provisório
Tropas de flores comandadas pelo general Antonio Elizalde tomaram o Quartel da Cavalaria em 6 de março de 1845 em Guayaquil. Uma assembleia de Pais constituiu um Governo Provisório composto por Olmedo, Roca e Diego Noboa representando Quito, Guayaquil e Cuenca. A tarefa mais urgente do Governo Provisório era obter a adesão do resto do país, vencer a resistência do presidente Flores, restaurar a ordem constituída, justificar o golpe de Estado e oferecer à Nação uma nova esperança. Entre março e junho, o triunvirato conseguiu essa adesão. Ele foi incapaz de derrotar Flores, entrincheirado em sua fazenda "La Elvira", perto de Babahoyo. O Governo Provisório perdeu a batalha, mas venceu a guerra porque Flores "impelido pelo instinto régio de sua linhagem clara" negociou com os rebeldes na fazenda "La Virginia", em Olmedo. Flores propôs que iria para a Europa por alguns anos se o governo provisório mantivesse sua hierarquia militar, honras e rendas, pagasse os salários atrasados e lhe desse uma diária de 20 mil pesos, equivalente a cerca de um milhão de dólares.

## Constituição de 1845
O Governo Provisório aceitou os termos "Para o inimigo, ponte de prata". Assim que Flores embarcou em 17 de junho de 1845, os triúnviros convocaram uma Assembleia Constituinte que deveria redigir uma quarta Constituição e eleger um novo presidente. Com a casa em ordem e a democracia virtualmente restaurada, havia chegado a hora de justificar urbi et orbi, diante do país e da América, a Revolução de Março. José María Cucalón, Secretário Geral, enviou ao seu destino o "Manifesto do Governo Provisório do Equador sobre as causas da presente transformação", datado de 6 de julho de 1845, Ano 1 da Liberdade.
O documento expôs em 12 mil palavras "os motivos poderosos que nos impeliram a desconsiderar a autoridade ilegal que nos governava". Ele apontou como causa remota "o germe da inquietação e da revolução", uma característica do Equador desde seu nascimento em 1830. Ele afirmou que "tudo na Colômbia e na Venezuela era nacional", enquanto "tudo no Equador era estrangeiro". Ele viu a causa imediata nos incontáveis abusos de Flores. Ele apelou para a Constituição dos Estados Unidos e para a doutrina de vários escritores de tratados para justificar o princípio de que "o povo tem o direito e o dever de sacudir o jugo" que o oprime.
Ele afirmou que foi o povo de todo o país, e não apenas o de Guayas, que se levantou. Ele pediu a Deus que desse ao povo "amor à ordem e espírito de união" e concedesse ao governo que será eleito "a paz da liberdade", além de "moderação, zelo e constância". O tricolor colombiano-venezuelano não poderia mais simbolizar essa nova era de verdadeira independência nacional e equatoriana. As três listras verticais brancas, azuis celestes e brancas da nova bandeira representavam as três regiões do país e simbolizavam paz e liberdade. Não tinha uma estrela branca no centro porque não era a bandeira de Guayaquil, mas de todo o país. E tudo tinha que ser novo: imitando a cronologia da Revolução Francesa, o Governo Provisório chamou 1845 de Ano 1 da Liberdade. Quatorze anos depois, no 15º Ano da Liberdade, o Equador como nação soberana e país unido estava à beira do desaparecimento.
Foi o resultado da reunião em Cuenca, após a Revolução Marcista de Guayaquil. Entre as principais declarações desta constituição estão:
- Cidadão é aquele que sabe ler e escrever e que tem 21 anos de idade e possui uma propriedade de 500 pesos ou uma certa renda.
- A religião católica é única no Equador.
- A propriedade intelectual foi garantida.
- Foi estabelecido que "Ninguém nasce escravo na República, nem pode ser introduzido nela em tal condição, sem ser livre".

## Presidência do Equador

### Eleições e reformas
Após 76 votações válidas, a Assembleia elegeu Roca como presidente por 27 votos contra 13 a favor de Olmedo. "Convencido de que o candidato em quem votei mais de 80 vezes não poderá ser eleito ... e que nenhum efeito salutar produzirá uma resistência indefinida, voto para presidente do Sr. Vicente Ramón Roca", argumentou o deputado José María Vallejo. Rocafuerte, que invariavelmente votava em Olmedo, teve uma explosão famosa: "A vara do comerciante foi preferida à musa de Junín". Ele estava se referindo à vara do deus Mercúrio, padroeiro dos mercadores, à canção de Olmedo a Bolívar. Falou-se em compra de votos; mas não existia tal coisa. Claro, Roca usou suas influências. Olmedo não levantou um dedo. Ele estava além do bem e do mal. Roca governou com sagacidade e tolerância. Formou um gabinete de pessoas competentes, respeitou a oposição que o atacou dos jornais "El Zurriago" (chicote), "El Vengador", "El Rebenque" (forte chicote de um cavaleiro), "El Progresista", "El Viejo Chihuahua" e "Fray Francisco y el Padre Tarugo"; mas agiu apaixonadamente contra os partidários de Flores e mais ainda quando soube que o general se preparava na Europa para uma reconquista espanhola do Equador, em cumplicidade com a rainha María Cristina de Borbón-Duas Sicílias.
Ele promoveu a produção por meio de um Conselho de Agricultores criado em Guayaquil, melhorou a administração da justiça com a introdução de júris e ordenou a economia; Mas as receitas do governo atingiram apenas 854 435 pesos no melhor ano. A mobilização das tropas colombianas contra o Equador e a expedição de Flores influenciaram muito essa escassez fiscal. A mobilização foi uma resposta ao projeto dos revolucionários marcistas de recuperar uma parte dos territórios conquistados pela Colômbia na época de Flores. No entanto, não era um projeto sério. Não houve guerra e foi assinado um Tratado de Paz e Amizade, que deixou a porta aberta para a reivindicação do Equador aos territórios amazônicos entre os rios Caquetá e Putumayo.

### A ameaça de reconquista
Flores queria vingar a afronta do descumprimento dos "Tratados da Virgínia" e o vil assassinato de seu tenente mais eficaz, o general Juan Otamendi. "Partirei daqui em breve à frente de um esquadrão e de um exército, o que permitirá que você saiba que tenho um apoio firme e poderoso na Europa", escreveu Flores à esposa em 13 de setembro de 1846. Com a ajuda dos banqueiros da rainha Maria Cristina da Espanha, ele comprou em Londres os vapores "Monarca" e "Netuno" e o veleiro "Gleneig" e contratou três mil mercenários espanhóis, ingleses e irlandeses. A notícia apareceu no "The Times", no "Daily News", no "Journal des Débates" e em vários jornais da Espanha. Em 13 de outubro, as más notícias chegaram ao Equador. De Buenos Aires foi comunicado a Quito que "o governo espanhol oferece a Flores, se for bom recuperar seu poder no Equador e formar um exército, deixar para ele e seus descendentes tudo o que hoje forma a República do Equador, tornando-o Príncipe da Reconquista". Anos depois, Flores negou qualquer intenção de reconquista. Houve alarme geral. O Exército foi colocado em pé de guerra e os escravos, móveis e animais de Flores foram vendidos para pagar uma parte das despesas. Rocafuerte partiu em missão especial para Lima, Santiago e Sucre (Bolívia). Este país ainda fazia fronteira com o Pacífico. José Modesto Larrea foi para Bogotá. Roca tentou formar um Congresso Sul-Americano para enfrentar qualquer agressão europeia. O Equador buscou o apoio de mercadores ingleses, cujos negócios seriam prejudicados pela reconquista. O governo equatoriano, com a ajuda dos embaixadores hispano-americanos, queixou-se aos britânicos por sua política de deixar ir e deixar esse assunto passar. A opinião pública inglesa se manifestou contra Flores. A pressão valeu a pena: os Lordes Comissários do Tesouro de Sua Majestade Britânica ordenaram o confisco dos três navios ancorados no Tâmisa. Os dois primeiros anos de governo transcorreram sem grandes problemas. O Congresso de 1849 censurou os empréstimos feitos pelo governo. Foi escolhido em minas, estradas; bônus foram oferecidos para aqueles que introduziram índigo, amora, etc. A lei que estabeleceu o julgamento por júri funcionou. "O governo Roca foi eficiente dentro das limitadas possibilidades do tesouro nacional que ainda não havia superado o desastre quase total causado pela administração anterior. Respeitoso com a lei, o Presidente procurou manter um espírito conciliador com as várias tendências políticas. Com o magro orçamento nacional, era impossível atender às necessidades cada vez mais prementes dos diversos setores do país. No entanto, algumas obras públicas foram realizadas, especialmente nas províncias de León (Cotopaxi), Pichincha e Guayas".

### Olhar internacional
No campo internacional, o governo teve que enfrentar uma tentativa de guerra por parte de Nova Granada, pois este país temia que os marcistas pudessem recuperar os territórios de Cauca. Este problema terminou com o Tratado de Santa Rosa e o Protocolo Larrea-De Martín. A situação econômica era calamitosa para atender ao campo das relações exteriores, então em 1847 38 750 pesos haviam sido alocados, desse montante 32 000 pesos eram para o pagamento de missões diplomáticas. Outro aspecto foi a negociação que ocorreu com o representante inglês N. Conroy, sobre o pagamento da dívida inglesa, negociação que teve suas repercussões no governo de Manuel de Ascázubi.